# Ailoche
Ailoche ist eine Gemeinde mit 300 Einwohnern (Stand 31. Dezember 2023) in der italienischen Provinz Biella (BI) der Region Piemont. Sie ist Teil der Verwaltungsgemeinschaft Comunità Montana della Valle Sessera.
Die Gemeinde besteht aus den Ortsteilen Ailoche, Giunchio, Peiro, Ponte Strona, Piasca und Venarolo. Die Nachbargemeinden sind Caprile, Coggiola, Crevacuore, Guardabosone und Postua.

## Geographie
Die Gemeinde liegt 35 Kilometer von der Provinzhauptstadt Biella entfernt auf einer Höhe von 569 m über dem Meeresspiegel im Valle Séssera. Das Gemeindegebiet erstreckt sich von 390 bis 1698 m Höhe und umfasst eine Fläche von 10,3 km².

## Sehenswürdigkeiten

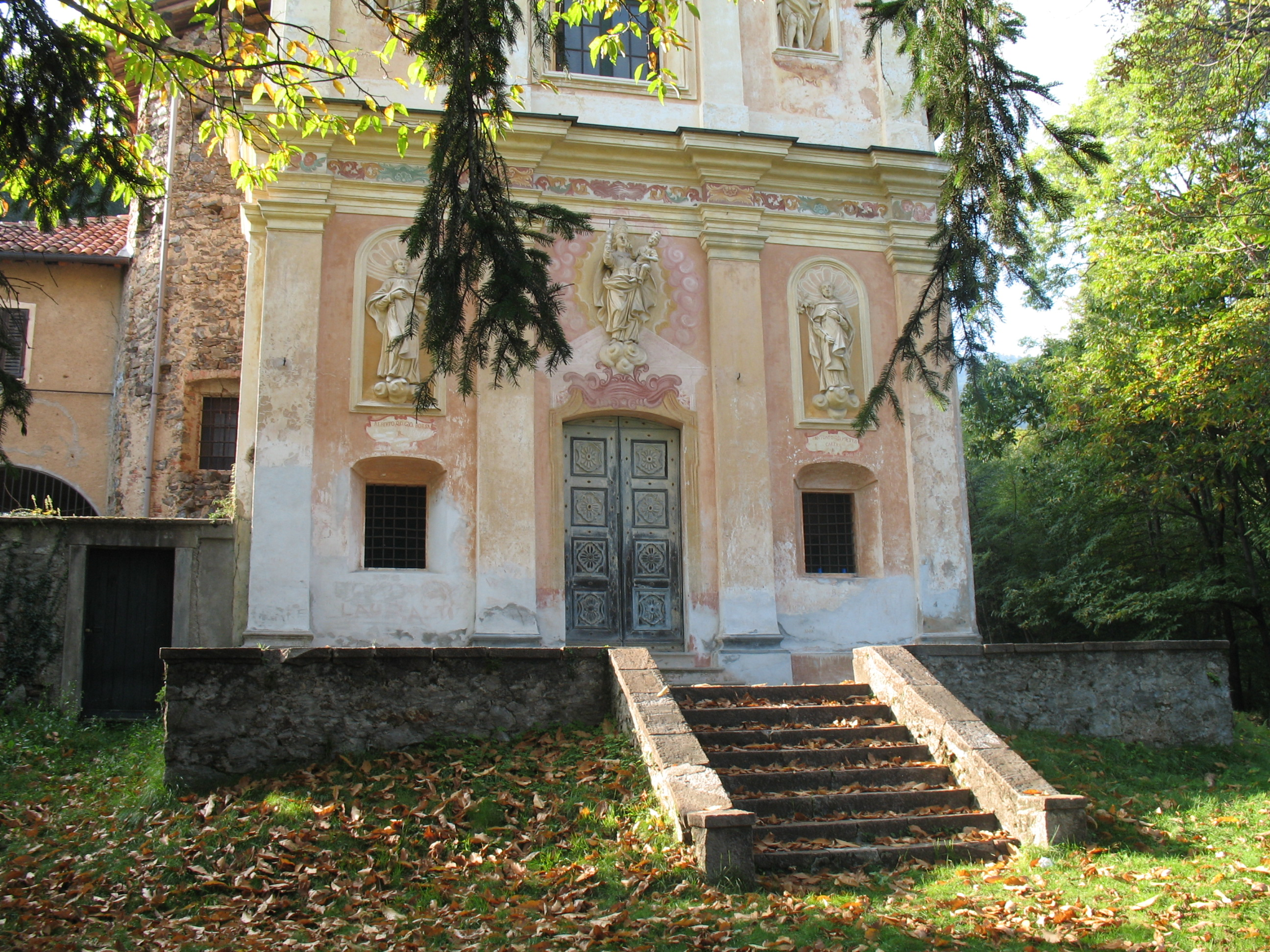
Santuario della Brugarola

- Das Santuario della Brugarola ist eine Pilgerstätte zu Ehren einer Marienerscheinung, oberhalb des Hauptortes im Ortsteil Venarolo gelegen.
- Die Pfarrkirche Parrocchiale di San Bernardo